# Saint-Affrique
Saint-Affrique is een gemeente in het Franse departement Aveyron (regio Occitanie). De gemeente telde 7.924 inwoners op 1 januari 2022. De plaats maakt deel uit van het arrondissement Millau.

## Geschiedenis
De plaats werd voor het eerst vermeld in 942. De plaats ontstond rond de rots Rocher de Caylus, waarop de graven van Caylus een kasteel bouwden. In 1238 liet de graaf van Toulouse, Raymond VII, als suzerein van de graaf van Caylus dit kasteel afbreken na een geschil. Aan Saint-Affrique werd een stadscharter verleend waardoor de stad bestuurd werd door consuls. Tijdens de Hugenotenoorlogen waren er grote spanningen tussen protestanten en katholieken in Saint-Affrique. De stadsmuur werd versterkt en in 1628 weerstond de stad een beleg door een koninklijk leger geleid door Hendrik II van Bourbon-Condé. In 1632 werd de stadsomwalling op bevel van kardinaal de Richelieu ontmanteld om te verhinderen dat de stad zich nog zou kunnen opwerpen als protestants bolwerk. In de 18e eeuw kwam er een koninklijk hospitaal in de stad, maar ook al in de middeleeuwen had Saint-Affrique een leprozerie en een ziekenhuis.
Pas in de 19e eeuw kwam er een verzoening tussen protestanten en katholieken in de stad. De stad kende toen een economische bloei.

## Geografie
De oppervlakte van Saint-Affrique bedroeg op 1 januari 2022 110,96 vierkante kilometer; de bevolkingsdichtheid was toen 71,4 inwoners per km². De Sorgues stroomt door de gemeente.
De onderstaande kaart toont de ligging van Saint-Affrique met de belangrijkste infrastructuur en aangrenzende gemeenten.

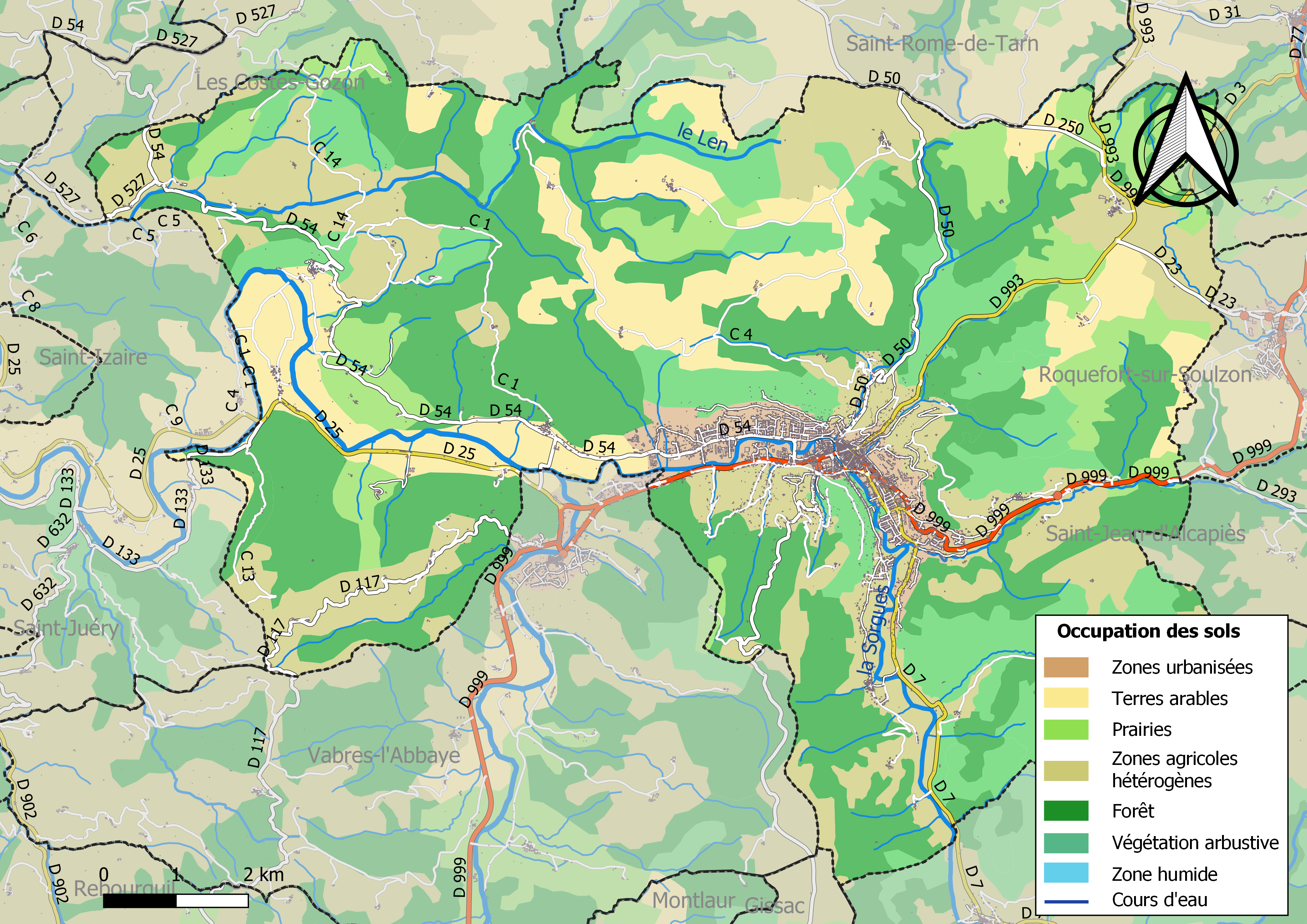

## Demografie
Onderstaande figuur toont het verloop van het inwonertal (bron: INSEE-tellingen).

Vanwege een beveiligingsprobleem met de MediaWiki Graph-software is het momenteel niet mogelijk deze grafiek weer te geven. Zodra de software is bijgewerkt zal de grafiek vanzelf weer zichtbaar worden.

## Bezienswaardigheden

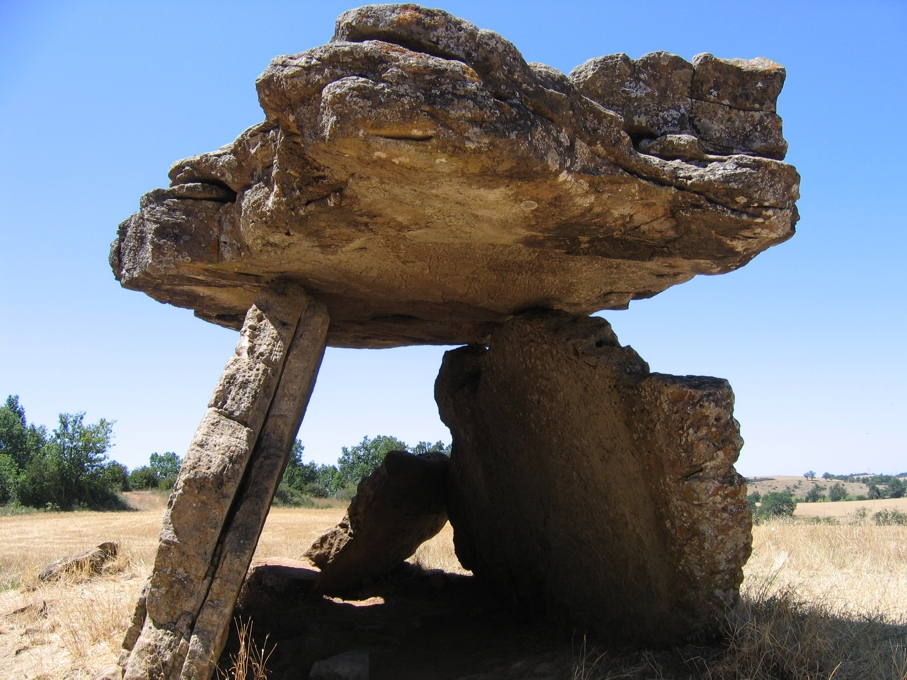
Dolmen van Tiergues

Op het grondgebied van de gemeente staan een dertigtal dolmens, waarvan de dolmen van Tiergues de bekendste is.
Het aanzien van de stad is grotendeels 19e-eeuws. De kerk werd gebouwd tussen 1894 en 1913 en het stadhuis in 1861. Van de middeleeuwse stadsmuur resten enkel twee torens, de tour du Théron en de tour del Bastié. De Pont Vieux, de brug over de Sorgues, werd gebouwd aan het einde van de 13e eeuw. De grote boog is 21,5 meter breed.
Het Maison de la Mémoire werd geopend in 1994 en is gewijd aan de plaatselijke geschiedenis.

## Geboren
- Émile Borel (1871-1956), wiskundige en politicus
- Stéphane Diagana (1969), atleet
- Jérémy Blayac (1983), voetballer
- Marc Vidal (1991), voetballer